# 小金井郵便局

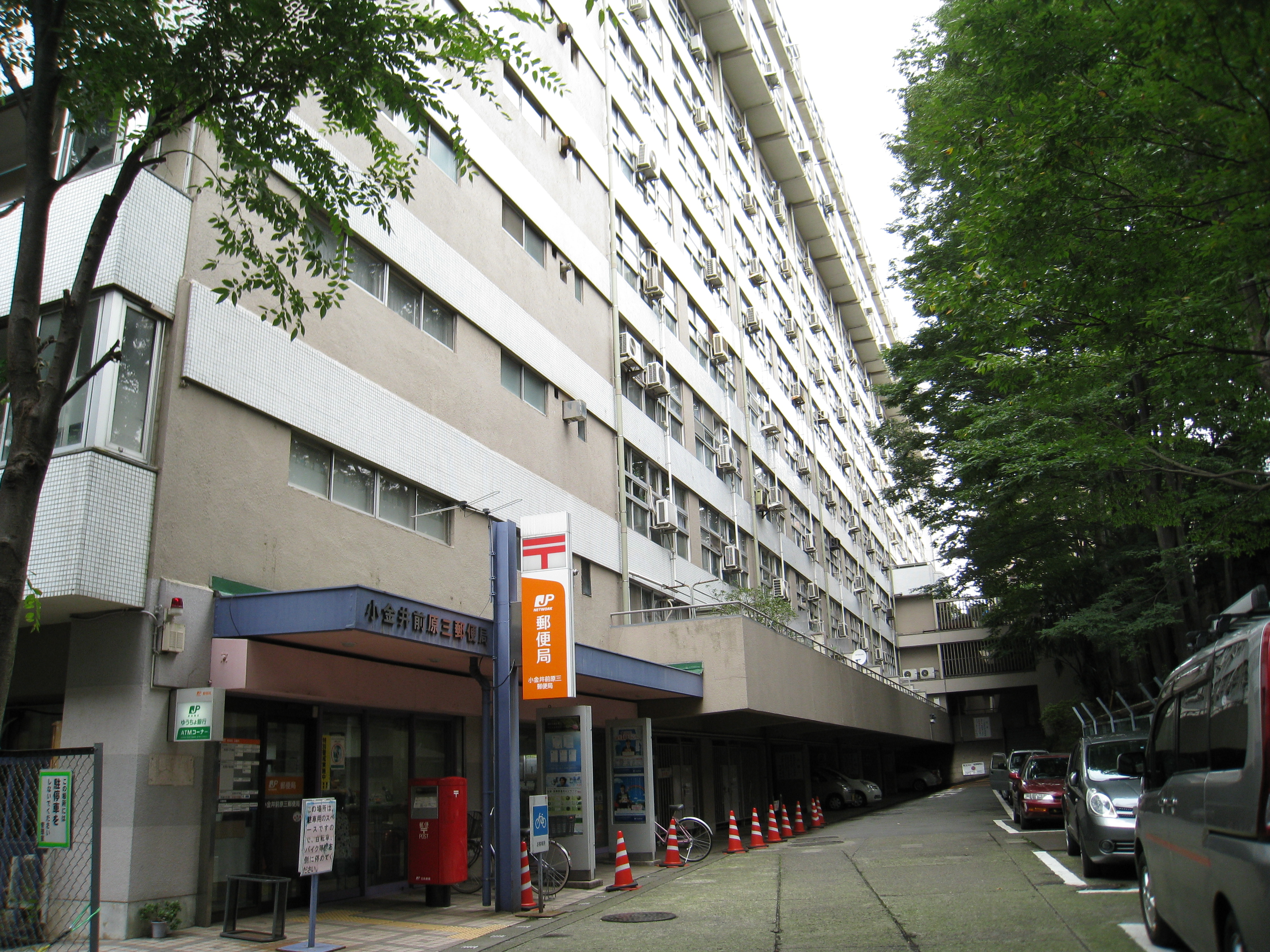
小金井前原三郵便局（改称前は小金井郵便局を名乗っていた）

小金井郵便局（こがねいゆうびんきょく）は、東京都小金井市にある郵便局。民営化前の分類では集配普通郵便局であった。

## 概要
住所：〒184-8799 東京都小金井市本町五丁目38番20号

### 併設施設
- ゆうちょ銀行小金井店（本店小金井出張所）：取扱店番号007520

## 沿革
- 1968年（昭和43年）11月18日 - 小金井郵便局[1]として、小金井市本町五丁目に開局[2]。国分寺郵便局から集配業務の一部を移管。
- 1998年（平成10年）9月1日 - 外国通貨の両替および旅行小切手の売買に関する業務取扱を開始。
- 2007年（平成19年）10月1日 - 民営化に伴い、併設された郵便事業小金井支店、ゆうちょ銀行小金井店、かんぽ生命保険小金井支店に一部業務を移管。
- 2012年（平成24年）10月1日 - 日本郵便株式会社発足に伴い、郵便事業小金井支店を小金井郵便局に統合。
- 2019年（令和元年）5月20日 - かんぽ生命保険小金井支店が当局から、三鷹髙木ビル（武蔵野市中町一丁目）に移転。武蔵野支店と改称[3]。

## 取扱内容

### 小金井郵便局
- 郵便、印紙、ゆうパック、内容証明
- 生命保険、バイク自賠責保険、自動車保険
- 小金井市内の集配業務
- ゆうゆう窓口

### ゆうちょ銀行小金井店
- 貯金、為替、振替、振込、国際送金、外貨両替、国債、投資信託、変額年金保険
- ATM

## 周辺
- 小金井市役所
- 東京学芸大学

## アクセス
- JR中央本線 武蔵小金井駅（北口）から徒歩約9分
- 西武バス・京王電鉄バス 本町二丁目停留所から徒歩約3分
- CoCoバス 小金井郵便局停留所すぐ
- 中央自動車道 調布インターチェンジから北西へ約7km
- 駐車場あり：10台